# Aleksandr Ivanovič Gučkov
Aleksandr Ivanovič Gučkov (in russo Александр Иванович Гучков?; Mosca, 14 ottobre 1862 – Parigi, 14 febbraio 1936) è stato un politico russo.

## Biografia
Fu tra i fondatori del Partito ottobrista, che venne a costituirsi in Russia nel 1905, e fu membro e presidente della Duma; proseguendo la sua attività di opposizione al regime zarista di quegli anni, ricevette l'abdicazione da parte dello zar Nicola II. 
Durante la prima guerra mondiale con la rivoluzione di febbraio fu provvisoriamente ministro della guerra, fino alle sue dimissioni, nell'aprile del 1917. 
A seguito della rivoluzione d'ottobre, fornì sostegno finanziario all'Armata Bianca. Quando la sconfitta della Guardia Bianca divenne inevitabile, emigrò in Germania, fino a raggiungere Parigi, dove morì nel 1936.